# غوستافو باريرا
غوستافو باريرا (بالإسبانية: Panchi Barrera)‏ مواليد 6 أبريل 1985، هو لاعب كرة سلة أوروغوياني. بدأ مسيرته الاحترافية في سنة 2004. يلعب في دوري الأوروغواي لكرة السلة كلاعب هجوم خلفي. حقق المركز الثالث في دورة الألعاب الأمريكية 2007.

## المسيرة الاحترافية
لعب مع جوفينتوت بادالونا في الدوري الإسباني من سنة 2004 إلى 2007، ثم لعب مع أسوسيان ديبورتيفا أتيناس في الدوري الأرجنتيني في موسم 2008–2009، ثم لعب مع تروتاموندوس دي كارابوبو في سنة 2009، ثم لعب مع بالونكيستو مالقا في الدوري الإسباني في موسم 2010–2011.

## الميداليات
| الميدالية | المسابقة                    |
| --------- | --------------------------- |
| برونزية   | دورة الألعاب الأمريكية 2007 |

## روابط خارجية
- غوستافو باريرا على موقع الاتحاد الدولي لكرة السلة (الإنجليزية)
- غوستافو باريرا على موقع الدوري الإسباني لكرة السلة (الإسبانية)
- غوستافو باريرا على موقع كرة السلة الأوروبية.كوم (الإنجليزية)
- غوستافو باريرا على موقع ريلجم (الإنجليزية)
- غوستافو باريرا على موقع بروبوليرز (الإنجليزية)
- غوستافو باريرا على موقع سبورتس رفرنس (الإنجليزية)